# Bornatka raana
Bornatka raana är en insektsart som beskrevs av Young 1986. Bornatka raana ingår i släktet Bornatka och familjen dvärgstritar. Inga underarter finns listade i Catalogue of Life.